# 池上正治
池上 正治（いけがみ しょうじ、1946年 - ）は、新潟県生まれの評論家、翻訳家。新潟県立長岡高等学校を経て東京外国語大学卒業。日本翻訳家協会理事。
中国に関する研究・翻訳のほか、東洋医学の研究にも取り組む。

## 著作
- 『西域縦断歌日記―蒙寧隴青蔵1万キロの旅』（平河出版社、1988年）
- 『北京暗転―戒厳令下の中国を歩く』（平河出版社、1989年）
- 『グローバル中国』（スリーエーネットワーク、1989年）
- 『「気」の不思議―その源流をさかのぼる』（講談社現代新書、1991年）
- 『「気」で観る人体―経絡とツボのネットワーク』（講談社現代新書、1992年）
- 『仙境の地・青城山―道教寺院の修行と生活』（平河出版社、1992年）
- 『気の曼陀羅―道教からチベット医学まで　トランス・ヒマラヤ密教叢書』（出帆新社、1993年）
- 『「気」で読む中国思想』（講談社現代新書、1995年）
- 『天津　中国全紀行』（平河出版社、1995年）
- 『チャイナ・ドラッグ―中国薬のルーツとその効能』（日本医療企画、1996年）
- 『華北―山西・河南・河北・山東 黄河の沃野に花開く地　中国全紀行』（平河出版社、1997年）
- 『伝統医学の世界』（エンタプライズ、1998年）
- 『中国貴州の旅』（第一書房、1998年）
- 『龍の百科』（新潮選書、2000年／『龍の世界』講談社学術文庫、2023）年
- 『夢を実現する中国経済の秘密―江蘇省の1:6:10』（スリーエーネットワーク、2001年）
- 『中国シルクロード鉄道4000キロの旅』（スリーエーネットワーク、2002年）
- 『徐福 日中韓をむすんだ「幻」のエリート集団』原書房　2007
- 『中国四千年の自力強壮法 身体は内側からこうして鍛えられる』土屋書店　2008　知の雑学新書
- 『龍と人の文化史百科』原書房、2012

## 共編著
- 『中国旅行全書』編　刊々堂出版社　1980
- 『天山山脈薬草紀行』難波恒雄共著　平凡社　2001

## 翻訳
- 江西省動植物防疫検疫站編『獣医針灸 豚・牛・家禽の穴位と治療』刊々堂出版社　1976
- 天津中医学院第一附属病院針灸科 編『針灸臨床の理論と実際』国書刊行会　1988
- 童恩正 ほか『中国科学幻想小説事始』イザラ書房　1990
- 李聡甫 主編『体系中国老人医学』エンタプライズ　1991
- ジャンベン・ギャツォ『パンチェン・ラマ伝』平河出版社　1991
- 王鐳,ビチ・ツァンパシレー 原本訳編『四部医典タンカ全集』平河出版社　1992
- 潘元石『吉祥祈願の年画』加藤敬写真 平河出版社　1997　中国伝統版画集成 2
- 潘元石『招福除厄の年画』平河出版社　1997　中国伝統版画集成 1
- 『不老を夢みた徐福と始皇帝 中国の徐福研究最前線』編訳　勉誠社　1997
- チレ・チュジャ『チベット 歴史と文化』東方書店　1999
- 漆浩『中国養生術の神秘 医術・巫術・気功』出帆新社　1999
- 程天良『徐福霧のかなたへ』第一書房　2000
- 王静『中国慈城の餅文化』勉誠出版　2012